# با دولة (تشغابور)
با دولة (بالفارسية: بادوله) هي قرية تقع في إيران في Cheghapur Rural District. يقدر عدد سكانها بـ 3,558 نسمة .